# Sphecodes mutsuoides
Sphecodes mutsuoides là một loài Hymenoptera trong họ Halictidae. Loài này được Tsuneki mô tả khoa học năm 1984.